# Весенний (Чукотский автономный округ)
Весе́нний — заброшенный посёлок золотодобытчиков на территории Билибинского района Чукотского автономного округа России. Находится на межселенной территории.
По одной из версий, своим названием обязан тем, что приход климатической весны в окрестностях населённого пункта наступает раньше, чем в близлежащих поселениях.

## Географическое положение
Расположен вблизи левого притока Большого Анюя — реки Баимки в пределах Алучинского горного массива. Расстояние до окружного центра составляет 630 км.
В 15 км от посёлка находится крупнейшее золото-медное месторождение Песчанка.

## Описание посёлка
Основан в 1965 году в целях разработки россыпного месторождения реки Баимки.
Месторасположение посёлка было выбрано не совсем удачно — в непосредственной близости от разрабатываемых россыпей. Поэтому впоследствии посёлок стал расширяться вверх по склону сопки. Также существовали проблемы с водоснабжением — летом вода доставлялась автоцистернами с близлежащего ручья, зимой завозилась с р. Большой Анюй в 40 км от посёлка, в межсезонье часто использовалась вода низкого качества, накопленная в водоёмах отработанных карьеров.
Градообразующее предприятие — прииск «Анюйский», входил в состав объединения «Северовостокзолото».
В посёлке имелись средняя школа (в среднем — 200 учащихся), детский сад, врачебная амбулатория, Дом быта, почта, узел связи, Дом культуры на 200 мест, столовая, продовольственный, промтоварный и книжный магазины, 2 гостиницы, сберкасса. Действовали тепличное хозяйство, коровник и свинарник. Функционировала взлётно-посадочная полоса. В 1981 году был организован приём телевизионного сигнала посредством спутниковой станции.
Улицы посёлка: 60 лет ВЛКСМ, Берзина, Лесная, Летучего, Механизаторов, Нагорная, Советская, Южная.
В связи с истощением месторождения в 1998 году прииск был закрыт.
Посёлок находится в стадии ликвидации

## Современное состояние
В настоящее время почти все здания заброшены. В посёлке вахтовым методом работает небольшая старательская артель «Луч».

## Население
| 2002 | 2010 | 2011 | 2021 |
| ---- | ---- | ---- | ---- |
| 4    | ↘0   | ↗1   | ↘0   |

## Климат
| Показатель                    | Янв.  | Фев.  | Март  | Апр.  | Май  | Июнь | Июль | Авг. | Сен. | Окт.  | Нояб. | Дек.  |
| ----------------------------- | ----- | ----- | ----- | ----- | ---- | ---- | ---- | ---- | ---- | ----- | ----- | ----- |
| Абсолютный максимум, °C       | −0,7  | 1,1   | −1    | 5,4   | 19   | 30   | 31,3 | 31,2 | 19   | 6     | 2,3   | 0,6   |
| Средний суточный максимум, °C | −28,1 | −27,5 | −20,2 | −10,7 | 2,8  | 14,9 | 17,5 | 14,1 | 4,9  | −9,1  | −24,2 | −27,6 |
| Средний суточный минимум, °C  | −34,1 | −35,4 | −32,4 | −24,8 | −7,5 | 4,2  | 6,6  | 3,3  | −3,1 | −16,3 | −29,7 | −32,9 |
| Абсолютный минимум, °C        | −55,4 | −54   | −52,5 | −43,4 | −31  | −6,8 | −6   | −9,2 | −17  | −39   | −54,5 | −55,2 |
| Источник: meoweather          |       |       |       |       |      |      |      |      |      |       |       |       |